# ギブソン・サンダーバード
サンダーバード (Gibson Thunderbird) は、ギブソン社のエレクトリックベースである。

## 概要
アメリカ合衆国の自動車デザイナー、レイモンド・ディートリック(Raymond H. Dietrich) による特徴的なデザインは変型ベースの先駆けとなった。名前の由来はアメリカン・インディアンの民間伝承に登場する巨大な鳥をイメージしている。
当時はフェンダーがプレシジョンベースを発表してから12年間、エレクトリックベース市場のリーダーであり続けていた。ギブソンもEB-0、EB-3とエレクトリックベースをリリースし、ノウハウを高めていく。1963年にエレクトリックギター業界の躍進も視野に入れ、姉妹機のファイヤーバードとともに発表された。

## デザイン構造と変遷

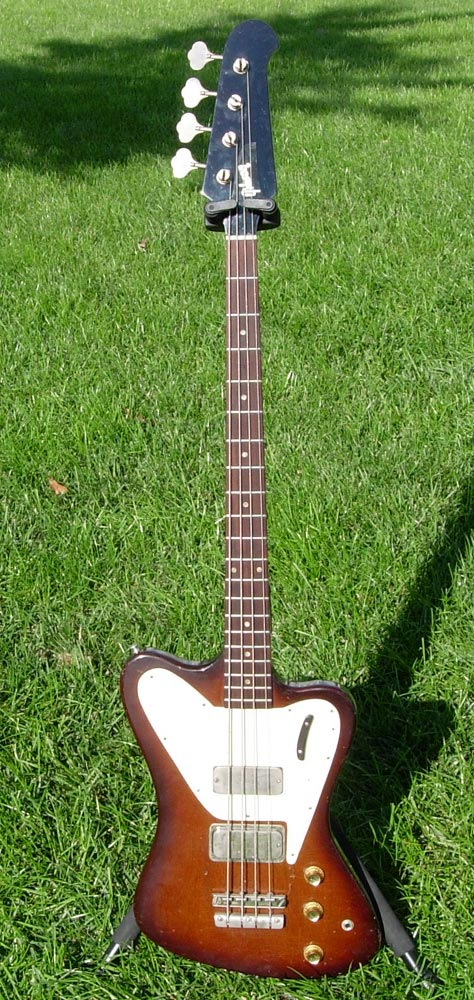
ノンリバースモデル

これまでのギブソンのベースは30インチ半のショートスケールであったが、サンダーバードでは34インチと、フェンダーのベースと同じロングスケールになっている。
発売時はシングルピックアップのサンダーバードIIと、ツインピックアップのサンダーバードIVが用意された。ネック接続にリッケンバッカー#4000シリーズやファイヤーバードと同様のスルーネック構造を取っている。当初のボディシェイプは低音弦側の角が短く、高音弦側の角が長く従来のギターボディを反転させたようなデザイン（通称リバースモデル）であった。
1965年の後半に、生産コストを下げる為に、スルーネックからセットネックへと構造変更される。またデザインも一般的なベース(低音弦側の角が長く、高音弦側の角が短い)のように、ボディシェイプを逆にしないデザイン（通称ノンリバースモデル）へ変更された。
1969年に一度生産が打ち切られるが、1987年に再生産がスタートし、この再生産開始時にはリバースモデルが採用された。
その為、ノンリバースモデルはその製造期間の短さ(1966〜69年のみ)から希少価値がつき、かなりの高値で取引されている。後年、ギブソンやエピフォンによって何度か再生産・復刻版という形で発売されている。
なおリバースモデルからノンリバースモデルへのデザイン変更は「ジャズマスターに似ている」というボディデザインを巡りフェンダーに裁判で負けたために作られたと言われていた。実際はそういった裁判記録はなく、ボディデザインで言えばノンリバースモデルの方がフェンダーに似ているためこの説はデマとの見方が大半である。実際フェンダーが所有しているボディのコンター処理のパテントを巡り裁判になりかけお互いの会社の弁護士が話し合ったのは事実のようだが、1965年にフェンダーがCBSに売却されたためにこの件はうやむやになった。
1976年に建国200周年記念モデルとしてサンダーバードIVが再登場した。このモデルはノンリバースボディにスルーネック構造となっており、ピックガードに建国200周年記念のロゴが入っている。この後1979年に再度製造終了になるまでサンダーバードは通常製品として販売され続ける。

### 特徴
パッシブハムバッカーピックアップによる深く豊か低音と中周波数帯が強調された個性的な音を特徴としている。太く重い音色からハードロック系のミュージシャンに愛用されている。高音域が出し難いため、打楽器的扱いをするスラップ奏法には不向きとされている。またその特徴的な音色からジャズベースと比べると音作りの幅が限定されている。
不規則なボディ形状とストラップボタンの位置により、重量は不均衡でバランスに欠ける。ギブソン製楽器によく見られるネック側の手を放すとヘッドから真下に落ちる現象（ダイブ）は運指に負担をかけたくないユーザーから不評であった。“ダイブ”はボタンストラップを移動し、滑り止めが付いたストラップを使用することや重さのあるブリッジに交換するなどボディの重量を増やすことで回避可能である。後年のモデルにはいくらか改善された物も存在する。
また特徴的なボディデザインはバンドの音楽ジャンルによってはかなり浮いたデザインになり得る。

## その後のサンダーバード

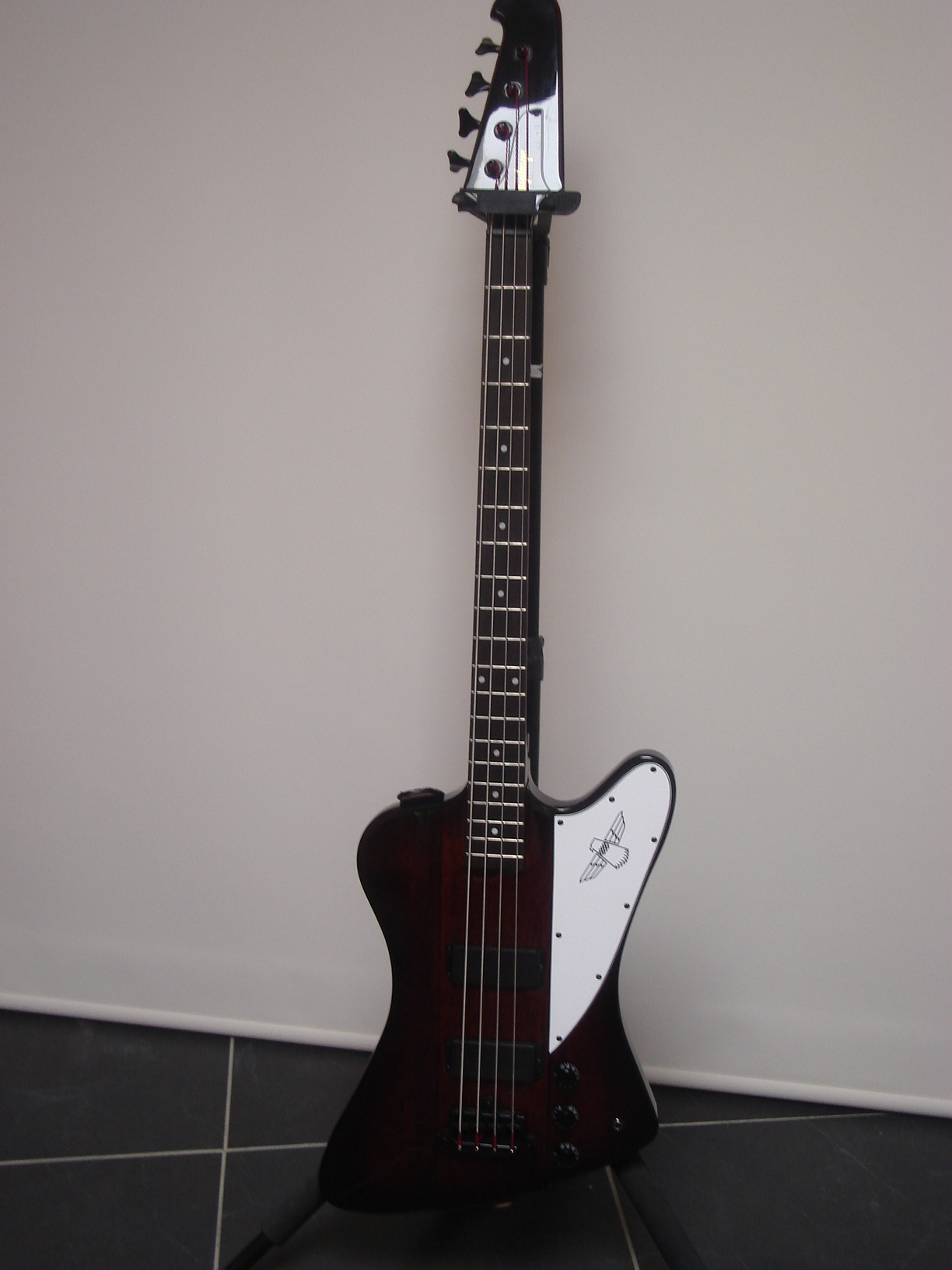
エピフォン製サンダーバードIV

サンダーバードIVはさらに1987年から再発売され、その後も販売され続けている。
ラインナップは、
- ギブソン・サンダーバードIV
  - 9ピース構造のマホガニー/ウォルナットの9ピースセットネック。
- ギブソン・サンダーバードスタジオ（4弦、5弦）
  - マホガニーネック、マホガニーボディ。
- ギブソン・サンダーバード・ゴシック
  - マットな質感と漆黒色、限定モデル。ピックアップは、TB Plus ceramic magnet humbuckers
- エピフォン・サンダーバードIV
  - ギブソン版に対する低予算タイプ。メープルネックがアルダーボディにネジ留め。
- エピフォン・ゴシック・サンダーバードIV
  - エピフォン・サンダーバードIVと同様だが、マホガニーボディにセラミックピックアップ。フラットブラック仕上げ。ピックガードにはゴシックシンボルが入る。

現行の全てのモデルはツインピックアップである。

## 主な使用者
- ニッキー・シックス[注 1]
- クリス・ノヴォセリック
- ジョン・エントウィッスル[注 2]
- シャヴォ・オダジアン
- トム・ハミルトン
- バリー・スパークス[1]
- 廣瀬洋一（THE YELLOW MONKEY）
- 野間亜紀子（元GO!GO!7188）

### ギブソン・ブラックバード
ブラックバードはモトリー・クルーのベーシストニッキー・シックスの要求仕様にあわせたモデルである。当初は『シックスバード』と呼ばれた。ブラックバードは2000年から2003年まで製造された。サンダーバードIVとの違いは、
- 指板はエヴォニー材で、鉄十字のインレイが施されている。
- ブリッジの後方に『オプティ・グラブ・ハンドル』が装着されている。
- ピックガードはブラックバード専用にデザインされた物。
- 全てのハードウェアはブラッククローム仕上げ。
- フラットブラック塗装。
- トーンとボリュームのコントロールはついておらず、代わりに電源のON-OFFスイッチのみがある。